# Oxidação de álcool
A oxidação de álcoois é uma reação orgânica em que a função álcool é transformada em funções orgânicas em que o carbono aumenta o número de oxidação. Os álcoois primários (R-CH2-OH) podem ser oxidados a aldeídos (R-CHO) ou ácidos carboxílicos (R-CO2H), enquanto a oxidação de álcoois secundários (R1R2CH-OH) normalmente forma cetonas (R1R2C=O ), e  álcoois terciários (R1R2R3C-OH) não sofrem oxidação.
A oxidação indireta de álcoois primários em ácidos carboxílicos ocorre normalmente através do aldeído correspondente, que é transformado através de um hidrato de aldeído (R-CH(OH)2) por reação com água. A oxidação de um álcool primário no nível de aldeído é possível executando a reação na ausência de água, de modo que nenhum hidrato de aldeído possa ser formado.

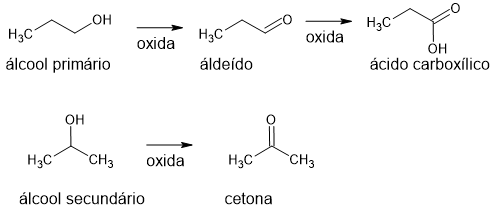

## Oxidação a aldeídos
A oxidação de álcoois em aldeídos é oxidação parcial; os aldeídos são posteriormente oxidados em ácidos carboxílicos. As condições necessárias para fazer aldeídos são calor e destilação. Na formação de aldeído, a temperatura da reação deve ser mantida acima do ponto de ebulição do aldeído e abaixo do ponto de ebulição do álcool.
Os reagentes úteis para a transformação de álcoois primários em aldeídos também são normalmente adequados para a oxidação de álcoois secundários em cetonas. Esses incluem:

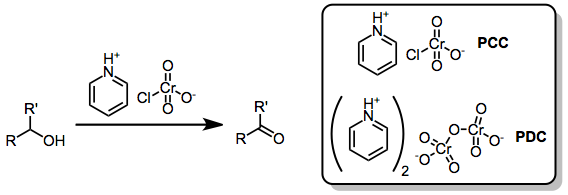

- Reagentes à base de cromo, como o reagente Collins (CrO3 · Piridina), PDC ou PCC.
- Espécies de sulfônio conhecidas como "DMSO ativado" que podem resultar da reação do DMSO com eletrófilos, como cloreto de oxalil (oxidação de Swern), uma carbodiimida (oxidação de Pfitzner-Moffatt) ou o complexo SO3 · Piridina (oxidação de Parikh-Doering).
- Compostos de iodo hipervalentes, como o periodinano de Dess-Martin ou o ácido 2-iodoxibenzóico.
- TPAP catalítico na presença de excesso de NMO (oxidação de Ley).
- TEMPO catalítico na presença de excesso de hipoclorito de sódio (NaOCl) (oxidação catalisada por oxoamônio).
- Complexo de cobre ativo redox catalítico na presença de oxigênio à temperatura ambiente. [2]

Os álcoois alílicos e benzílicos podem ser oxidados na presença de outros álcoois usando certos oxidantes seletivos, como o dióxido de manganês (MnO2).

## Oxidação a cetonas
Reagentes úteis para a oxidação de álcoois secundários em cetonas, mas normalmente ineficientes para oxidação de álcoois primários em aldeídos, incluem trióxido de cromo (CrO3) em uma mistura de ácido sulfúrico e acetona (oxidação de Jones) e certas cetonas, como ciclo-hexanona, na presença de isopropóxido de alumínio (oxidação de Oppenauer). Outro método é a oxidação catalisada por oxoamônio. Além disso, foi relatado hipoclorito de sódio (ou alvejante doméstico) em acetona para conversão eficiente de álcoois secundários na presença de álcoois primários (oxidação de Stevens). 

## Oxidação em ácidos carboxílicos
A oxidação direta de álcoois primários em ácidos carboxílicos pode ser realizada usando
- Permanganato de potássio (KMnO4);
- Oxidação de Jones;
- PDC em DMF;
- Oxidação de Heyns;
- Tetróxido de rutênio (RuO4);
- ou TEMPO.

## Oxidação de dióis
Os álcoois que possuem dois grupos hidroxi localizados em carbonos adjacentes - 1,2-dióis - sofrem quebra oxidativa em uma ligação carbono-carbono com alguns oxidantes como periodato de sódio (NaIO4) ou tetraacetato de chumbo (Pb (OAc) 4), resultando em na geração de dois grupos carbonila. A reação também é conhecida como clivagem de glicol.
1. ↑  March, Jerry (1985), Advanced Organic Chemistry: Reactions, Mechanisms, and Structure (3rd ed.), New York: Wiley, ISBN 0-471-85472-7
2. ↑  Stevens, Robert; Chapman, Kevin T.; Weller, Harold N. (1980). "Convenient and inexpensive procedure for oxidation of secondary alcohols to ketones". Journal of Organic Chemistry. 45 (10): 2030–2032. doi:10.1021/jo01298a066